# Pendentiefkoepel

Een pendentiefkoepel

Een pendentiefkoepel is een koepel die steunt op pendentieven.
Het principe van de pendentiefkoepel is in de Byzantijnse architectuur ontwikkeld. Een bekend voorbeeld is de koepel van de Hagia Sophia uit de 6e eeuw n.Chr.